# Fremdsprachendidaktik
Fremdsprachendidaktik ist das wissenschaftliche Fach vom Lehren und Lernen fremder Sprachen in Bildungseinrichtungen oder im Privatunterricht. Als Theorie der Unterrichtspraxis beschäftigt sie sich mit dem Zusammenwirken der institutionellen, personellen und fachlich-inhaltlichen Gegebenheiten des Fremdsprachenunterrichts und leitet daraus begründete Vorschläge und Empfehlungen für dessen Ziele sowie die Gestaltung des Unterrichts ab.

## Forschungsschwerpunkte
Gegenstand der Fremdsprachendidaktik als Fachdidaktik ist das Lehren und Lernen von Sprachen, die von den Lernenden nicht als Muttersprachen beherrscht werden, sondern als Fremd- bzw. Zweitsprache (= L2). gelernt werden. Dementsprechend befasst sie sich
- mit dem Vorgang des Lehrens und Lernens (d. h., sie bezieht sich sowohl auf die Lehrperson und deren Methoden als auch auf die Schüler und deren individuelle Lernprozesse),
- mit der Sprache, ihren (mündlichen und schriftlichen) Erscheinungsformen sowie ihrer soziokulturellen Einbettung als Unterrichtsgegenstand
- dem jeweiligen institutionellen Lernumfeld (Richtlinien und Lehrpläne, schulische Gegebenheiten, Klassenzimmer und -organisation u. a.).
- und der Methodengeschichte des Fremdsprachenunterrichts

In Deutschland wird das Fach an wissenschaftlichen Hochschulen (Universitäten, in Baden-Württemberg auch an Pädagogischen Hochschulen) sowie Studienseminaren für die schulpraktische Ausbildung (vgl. Lehramtsreferendariat) unterrichtet. Im angelsächsischen Raum spricht man meist von „Second Language Acquisition Research“.

## Forschungsmethoden
In der fremdsprachendidaktischen Forschung sind mehrere Verfahren üblich:
- Analytisch-nomologische Verfahren: Statistische Verfahren mit Überprüfung der Variablen, standardisierten Untersuchungsmethoden, Quantifizierung der Untersuchungsergebnisse und Auswertung mit Hilfe statistischer Methoden; Gütekriterien: Objektivität (Nachvollziehbarkeit und Reproduzierbarkeit der Ergebnisse), Reliabilität (Genauigkeit der Datenerhebung und Messung) und Validität (Gültigkeit der Ergebnisse in Bezug auf den Untersuchungsgegenstand)
- Explorativ-interpretative (hermeneutische) Verfahren: Erfassung komplexer Wirklichkeitsbereiche („Faktorenkomplexion“ des Unterrichts) mit dem Ziel ihrer Veränderung; wichtigste Kriterien: Validität (d. h., das Forschungsprojekt erfasst tatsächlich das, was es untersuchen möchte), ebenso Objektivität und Reliabilität; statistische Kriterien wie Variablenkontrolle und Standardisierung der Verfahren spielen demgegenüber eine untergeordnete Rolle. Wesentliche Forschungsinstrumente sind dabei Introspektion („Lautes Denken“, Tagebücher), Befragung (verschiedene Formen von Interviews, Gruppendiskussion, Fragebogen), Beobachtung (mit Ton- bzw. Videoaufnahmen) sowie Sammlung und Analyse unterrichtsbegleitender Dokumente (Wochenpläne, Stundenplanungen, Lehrmaterialien, Schülerbewertungen, Portfolios usw.).[1]

Selbstverständlich lassen sich die in der Praxis eingesetzten Verfahren nicht immer scharf dem ein oder anderen Verfahren zuordnen. Eine Verbindung mehrerer Methodenansätze findet vor allem bei der sog. Methodentriangulation statt (z. B. Kombination statistischer Datenauswertung mit zusätzlicher Befragung der beteiligten Schüler und Lehrer sowie Auswertung begleitender Dokumente).
Ein besonders stark auf die Erforschung und Veränderung bestehender Unterrichtspraxis bezogener Sonderfall explorativ-interpretativer Forschung ist die Handlungs- oder Aktionsforschung:
- Aktionsforschung:

Während Forschung beispielsweise über die Geschichte der Institutionen und Richtlinien hermeneutisch-interpretatorisch erfolgt, ist Forschung im Bereich der Methodik auf die Praxis ausgerichtet. Hier gibt es verschiedene Zugänge. In der Regel werden Theorien in der Wissenschaft entwickelt und in der Praxis erprobt. Ein sehr fruchtbarer, allerdings in der Fremdsprachendidaktik selten angewandter (weil zeit- und arbeitsintensiver) forschungsmethodologischer Ansatz ist die Aktionsforschung. Hier begibt sich der Forscher in das zu untersuchende Feld und arbeitet selbst aktiv an dessen Verbesserung. Einerseits wirft dieses Vorgehen Fragen in Bezug auf die Zuverlässigkeit (Reliabilität) und die Objektivität der Ergebnisse auf, andererseits sichert dieser Zugang eine enge Verbindung zwischen Theorie und Praxis beim Forschen.

## Entwicklung der Fremdsprachendidaktik in Deutschland

### „Didaktik“ und „Methodik“
Bis in die 1960er Jahre hinein wurden die Begriffe „Didaktik“ und (häufiger) „Methodik“ nicht gezielt gebraucht. Erst mit der stärkeren Einbeziehung der verschiedensten Bezugswissenschaften in die alte Methodenlehre, wodurch sich die Entwicklung von Unterrichtsmethoden aus dem schulischen Bereich vermehrt in die Einrichtungen der Lehreraus- und -fortbildung an den Pädagogischen Hochschulen, später auch an einer wachsenden Zahl von Universitäten, sowie an Seminaren der Schulpraktischen Ausbildung verlagerte, begann der Begriff „Didaktik“ sich durchzusetzen. Systematisch gebraucht wird der Begriff „Fremdsprachendidaktik“ in Deutschland seit Beginn der regelmäßig stattfindenden Arbeitstagungen der Fremdsprachendidaktiker (ab 1963), die 1991 durch die Kongresse für Fremdsprachendidaktik (veranstaltet von der Deutschen Gesellschaft für Fremdsprachenforschung) abgelöst wurden.
Im Folgenden werden einzelne Methoden nur insoweit in ihrem Bezug aufeinander beschrieben, als dies für die Darstellung der Entwicklung der Fremdsprachendidaktik im Sinne einer Theorie des Fremdsprachenunterrichts notwendig erscheint. Für eine ausführlichere Darstellung der Entwicklung von Unterrichtsmethoden (mit Literaturangaben) vgl. den Hauptartikel Methodengeschichte des Fremdsprachenunterrichts.

### Die Entwicklung der didaktischen Reflexion von Unterrichtsmethoden

#### Grammatik-Übersetzungs-Methode
Die sich im 19. Jahrhundert allmählich entwickelnde Methodik der neueren Fremdsprachen (Englisch und Französisch) an Gymnasien richtete sich zunächst an der Grammatik-Übersetzungs-Methode des altsprachlichen Unterrichts aus. Die Vermittlung der Grammatik erfolgte weitgehend deduktiv, d. h. zu einer vorgegebenen Regel wurden Beispiel- und Übungssätze abgeleitet. Ziel des Sprachunterrichts war eine geistig-formale (Einsicht in die Sprachgesetze der Fremdsprache) und kulturelle (landeskundliche und literarische) Bildung der Schüler, die sich insbesondere in der Fähigkeit zum Ausdruck kam, literarische Texte aus der Fremdsprache zu übersetzen und auf ihren Bildungsgehalt hin zu interpretieren. Der Fremdsprachenunterricht erfolgte häufig in der Muttersprache selbst. (Vgl. ausführlicher den Hauptartikel Grammatik-Übersetzungsmethode, den Abschnitt Grammatik-Übersetzungsmethode innerhalb des Artikels Methodengeschichte des Fremdsprachenunterrichts sowie den Abschnitt Grammatik-Übersetzungsmethode innerhalb des Artikels Fremdsprachenunterricht.)

#### Reformbewegung/Direkte Methode
Gegen die Lebensferne der Grammatik-Übersetzungs-Methode wandte sich vor allem Wilhelm Viëtor mit einer (unter dem Pseudonym „Quousque Tandem“ = „Wie lange denn noch?“ herausgebrachten) Streitschrift Der Sprachunterricht muss umkehren! (1882). Mit ihr begann die sog. „Reformbewegung“, die sich an den Zielen der verstärkt aufkommenden „(Ober-)Realschulen“ orientierte: Induktive Ableitung grammatischer Regeln sowie möglichst weitgehender Verzicht auf den Gebrauch der Muttersprache und damit auf das Übersetzen. (Vgl. ausführlicher den Abschnitt Reformbewegung/Direkte Methode innerhalb des Artikels Methodengeschichte des Fremdsprachenunterrichts.)

#### Audiolinguale und audiovisuelle Methode
Die audiolinguale Methode geht davon aus, dass das Lernen von Sprachen wie ein Verhalten erlernbar sei. Die Entwicklung der audiolingual habit theory auf der Grundlage der deskriptiv-strukturalistischen Beschreibung von „Satzmustern“ (Leonard Bloomfield, 1933, C. C. Fries, 1952) und der verhaltensbezogenen („behavioristischen“), auf dem Reiz-Reaktions-Schema beruhenden Lerntheorie (John B. Watson, 1924; Burrhus F. Skinner, 1957) führte ab den 1940er-Jahren vor allem in den USA zur Entwicklung der „audiolingualen Methode“ (auch Behavioristische Methoden). Ziel waren vor allem die mündlichen Fertigkeiten des Hörens und Sprechens. Zentrale Methode war die systematische Übung von „Satzmustern“ (patterns) über auf Lebenssituationen bezogene, auf Nachahmung und Wiederholung berührenden Strukturmusterübungen (pattern drills), paradigmatische Einsetzübungen in Satzschalttafeln („substitution tables“) und Umformungsübungen. Dabei wurde der richtige Gebrauch einer Struktur durch unmittelbar folgende Lernverstärkung (reinforcement), d. h. durch Bestätigung, dass die Antwort richtig war, gefestigt. Ziel dieses Verfahrens war die Ausbildung von „Sprechgewohnheiten“ (speech habits).
Während die audiolingualen Lehrwerke in den USA meist eine muttersprachliche Übersetzung der Ausgangsdialoge bereitstellten, wie Butzkamm nachweist, sollten die audiovisuellen Texte mit Hilfe der beigegebenen Bildstreifen einsprachig in ihrer Bedeutung umschrieben („semantisiert“) werden. In Deutschland hielt diese Methode erst nach Erscheinen der deutschen Ausgabe von Robert Lados Moderner Sprachunterricht (1967) verbreitet Einzug.
Ab den 50er (in den USA) bzw. den 1960er-Jahren (in Deutschland) wurde das Sprachlabor bevorzugter Übungsort. Die Fertigkeiten des Lesens und Schreibens wurden demgegenüber erst in zweiter Linie geübt. Sie spielten dann allerdings bei Klassenarbeiten in Deutschland wieder eine überproportional große Rolle. Bewusste Grammatikarbeit, soweit überhaupt betrieben, erfolgte – wie in der Direkten Methode – induktiv.
Insbesondere die Arbeit des Centre d'Étude du français Élémentaire in Saint-Cloud (ab 1951), seit 1959 unter dem Namen Centre de Recherche et d'Étude pour la Diffusion du Français (CREDIF), führte zur Verbindung der audiolingualen Methodenkonzeption mit dem integrativen Einsatz audiovisueller Unterrichtsmittel/Medien (P. Guberina, 1965).
Zweck des Einsatzes auditiver und/oder visueller Unterrichtsmittel (Medien) war es vor allem, über die Präsentation eindeutiger Situationen (Stimuli) stereotype sprachliche Reaktionen auszulösen und so zu einer Ausbildung von Sprechgewohnheiten beizutragen.
Auditive Medien (die auch muttersprachliche Sprachvorbilder lieferten) waren vor allem Schallplatte, Tonband und Kassettenrecorder, später auch das Sprachlabor. Visuelle Medien waren (neben Realien) Tafelbilder (mit Stichwörtern oder Strichzeichnungen), Flashcards, Hafttafel, Wandbild, Bilder/Bildserien, Dias/Diaserien, später auch Folien für den Tageslichtprojektor, Film und Fernsehen. Nach Butzkamm konnten jedoch die Vertreter audiovisueller Methoden den Anspruch nicht einlösen, mithilfe der Bilder die Basistexte einsprachig angemessen zu umschreiben („semantisieren“).

#### Vermittelnde Methode
Im Gefolge des Zweiten Weltkriegs erfolgte eine starke Rückbesinnung auf traditionelle Erziehungsziele und Bildungsinhalte, wie sie im Fremdsprachenunterricht des späten 19. und früheren 20. Jahrhunderts bestimmend gewesen waren. Daneben setzte sich in den 1960er-Jahren aber auch mehr und mehr die audiolinguale/audiovisuelle Methode durch. Im Laufe der Zeit bildete sich so etwas wie eine „vermittelnde Methode“ (ein Begriff, der nicht besonders weit verbreitet war) heraus, die aber in vielen Fällen von großer Unsicherheit der Lehrkräfte und Methodenkollisionen geprägt war:
- Das Prinzip der „Einsprachigkeit“ sowie die Forderung der Direkten Methode sowie der Audiolingualen/Audiovisuellen Methode nach induktiver Grammatikarbeit widersprachen dem auf geistig-formale Schulung abzielenden Bildungsbemühen, die Besonderheit zielsprachlicher Grammatikstrukturen sowie lexikalischer, idiomatischer und stilistischer Besonderheiten auf dem Hintergrund der Entsprechungen in der deutschen Sprache zu verdeutlichen und auch im Fremdsprachenunterricht, wie im Deutschunterricht, „Werte“ zu vermitteln.
- Die stereotypen, situativ oft nur schwach eingebetteten systematischen Strukturmusterübungen liefen dem Bemühen um die Ausbildung praktischer Sprechfertigkeiten im Lebensalltag zuwider.
- Vorrang des Mündlichen im Unterrichts widersprach dem Vorrang des Schriftlichen in Klassenarbeiten.

Folge dieser Verunsicherung war eine häufig zu beobachtende Rückkehr zur alten Grammatik-Übersetzungs-Methode.
Die wichtigsten Vertreter dieses uneinheitlichen Methodenansatzes waren Adolf Bohlen (1952), Friedrich Schubel (1958) und Fritz Leisinger (1967) sowie, insbesondere für die Hauptschule, Harald Gutschow (1964, 1978) (sog. „hauptschulgemäße Arbeitsweise“).

#### Kommunikative Methodenkonzepte
Die Wegbereiter der gegenwärtigen methodischen Strömungen sind das Ergebnis eines grundsätzlichen Umdenkens in der fremdsprachendidaktischen Diskussion zu Beginn der 1970er-Jahre. Zentrale Frage war dabei: Was ist das eigentliche Ziel des Schul-Fremdsprachenunterrichts?
Das vieldiskutierte Buch
- H.-E. Piepho: Kommunikative Kompetenz als übergeordnetes Lernziel im Englischunterricht. Dornburg/Frickhofen 1974.

gab im Titel bereits die Antwort und veränderte die Fremdsprachendidaktik und damit auch die Ausbildung der Fremdsprachenlehrer in Deutschland (siehe Kommunikative Wende) grundlegend. (Schon zuvor war in England C. J. Brumfit & K. Johnson (Hrsg.): The Communicative Approach to Language Teaching. Oxford, 1972, erschienen.) Bei der Entwicklung der kommunikativen Didaktik spielten eine Reihe zeitgenössischer Veröffentlichungen zur kommunikativen Kompetenz vor allem aus der Sozialphilosophie (Jürgen Habermas) einerseits und der Linguistik andererseits (Sprechakttheorie und Pragmalinguistik; vgl. insbesondere J. L. Austin, D. Hymes und J. R. Searle) eine maßgebliche Rolle.
Mit diesem kommunikativen Methodenansatz wurden die auf Nachahmung und Wiederholung beruhenden Übungen der audiolingualen/audiovisuellen und die Unsicherheiten der vermittelnden Methode aufgebrochen. Lehrer und Schüler traten verstärkt als „Kommunikationspartner“ auf, wobei auch, zumindest ansatzweise, das Lernziel „Emanzipation“ zum Tragen kam. Vor allem aber war der kommunikative Ansatz auch an den gesellschaftlichen Anforderungen des Fremdsprachengebrauchs (Fremdsprachenbedarf, Kommunikationsfähigkeit in jeweiligen Umständen und jeweiligen Rollen zur Verfolgung bestimmter Sprechabsichten). Maßgebend für die Formulierung dieser Bedürfnisse und Unterrichtsziele waren verschiedene, in den 1970er-Jahren erschienene Veröffentlichungen des Europarats. Wichtige Autoren einer kommunikativen Methode waren, neben Hans-Eberhard Piepho, insbesondere Manfred Pelz (1977), H. G. Widdowson (1978), Christoph Edelhoff (1978) und Wolfgang Pauels (1983).

#### Erweiterung des Methodenspektrums: Handlungsorientierung, Ganzheitlichkeit, Lernorientierung
Zur didaktischen Begründung dieser Weiterentwicklungen kommunikativer Methodenkonzepte seit den 1980er-Jahren, zu der in Deutschland insbesondere Gerhard Bach, Michael K. Legutke, Renate Löffler, Johannes-Peter Timm und Ludger Schiffler, in Österreich Herbert Puchta und Michael Schratz beigetragen haben, vgl. die Sonderartikel
- Handlungsorientierung (Fremdsprachenunterricht)
- Ganzheitlichkeit (Fremdsprachenunterricht)
- Lernorientierung (Fremdsprachenunterricht)
- Langzeitbehalten (Fremdsprachenunterricht)

Wichtige Grundlagenwerke:
- G. Bach, J.-P Timm (Hrsg.): Englischunterricht. Grundlagen und Methoden einer handlungsorientierten Unterrichtspraxis. 5., aktualisierte Auflage. A. Francke, Tübi ngen/Basel 2013.
- M. K. Legutke: Lebendiger Englischunterricht. Kommunikative Aufgaben und Projekte für schüleraktiven Fremdsprachenunterricht. Kamp, Bochum 1988.
- M. K. Legutke, H. Thomas: Process and Experience in the Language Classroom. Longman, London / New York 1991.
- Renate Löffler, K. Schweitzer: Brainlinks. Bausteine für einen ganzheitlichen Englischunterricht. Beltz, Weinheim 1988.
- H. Puchta, M. Schratz: Handelndes Lernen im Englischunterricht. 3 Bände. Hueber, München.
- J.-P. Timm (Hrsg.): Ganzheitlicher Fremdsprachenunterricht. Deutscher Studien Verlag, Weinheim 1995.
- J.-P. Timm (Hrsg.): Englisch lernen und lehren. Didaktik des Englischunterrichts. Cornelsen, Berlin 1998.
- Ludger Schiffler: Effektiver Fremdsprachenunterricht. Narr, Tübingen 2012

#### „Lernen durch Lehren“
Seit den frühen 1980er-Jahren entwickelt Jean-Pol Martin die Fremdsprachenlehr- und -lernmethode
- „Lernen durch Lehren“

in einem fortwährenden Prozess der Aktionsforschung (s. auch oben) weiter. LdL ist eine eigenständige und höchst erfolgreiche Methode. Punktuell wird sie darüber hinaus in vielen Formen des handlungsorientierten Fremdsprachenunterrichts eingesetzt; allerdings kann die Methode bei einem nur punktuellen und unsystematischen Einsatz – ohne vorherige Trainingsphasen mit der Klasse – ihr volles Potenzial kaum entfalten.
Grundlagenwerk:
- J.-P. Martin: Vorschlag eines anthropologisch begründeten Curriculums für den Fremdsprachenunterricht. Gunter Narr, Tübingen 1994, ISBN 3-8233-4373-4.

#### Früh beginnender Fremdsprachenunterricht
Früh beginnender Fremdsprachenunterricht kann schon im Kindergarten einsetzen. Meistens versteht man darunter jedoch den Fremdsprachenunterricht in der Primarstufe (Grundschule). Wesentlich für seine didaktische Planung ist die Verbindung von fremdsprachendidaktischen und grundschulpädagogischen Gesichtspunkten: „Der primarstufenspezifische Fremdsprachenunterricht ist so konzipiert, dass Kinder in ihrem spezifischen Fühlen und Denken entwicklungsgemäß angesprochen werden sollen.“ Inhaltlich und methodisch unterscheidet sich früh beginnender Fremdsprachenunterricht also ganz wesentlich vom Fremdsprachenunterricht in Sekundarstufe I und II. Nikola Mayer nennt hierfür vier wesentliche Grundsätze:
- Vorrang des Hörverstehens
- Vorrang des Mündlichen
- Sicherung der Aussprache
- Ganzheitliches Lernen: bewegtes und bewegendes Lernen.[6]

Unter dem Stichwort ganzheitliches Lernen führt Mayer die folgenden Punkte auf:
- Sprache und Bewegung: Total Physical Response
- Klangereignis Sprache: Songs. Rhymes und Chants
- Geschichten als Königsweg: Storytelling sowie
- Interkulturelles Lernen in der Grundschule.[7]

Zur Methodik des früh beginnenden Fremdsprachenunterrichts vgl. auch
- C. Jaffke: Fremdsprachenunterricht auf der Primarstufe. Seine Begründung und Praxis in der Waldorfpädagogik. 2. Auflage. Weinheim 1996.
- W. Maier: Fremdsprachen in der Grundschule. Eine Einführung in ihre Didaktik und Methodik. Berlin/München 1991.
- G. Schmid-Schönbein: Didaktik: Grundschulenglisch. Berlin 2001.

Zur Entwicklung der Didaktik des früh beginnenden Fremdsprachenunterrichts vgl.
- H. Sauer: Texte und Informationen zum Frühbeginn des Fremdsprachenunterrichts. Paderborn 1974.
- H. Christ: Erwerb von Fremdsprachen im Vorschul- und Primarschulalter. In: Bausch, Christ, Krumm (Hrsg.): Handbuch Fremdsprachenunterricht. 2007, S. 449–454.

## Der Weg ins 21. Jahrhundert: Bildungsstandards und Standardorientierung
Seit den 1990er-Jahren werden in Europa in den für die Bildung zuständigen Stellen vermehrt auch Fragen der Qualitätssicherung und des Qualitätsmanagements in Schulen erörtert. Vor allem die Schockwellen, die durch die TIMSS-Studie („Third International Mathematics and Science Study“, 1997; seit 2003: „Trends in Mathematics and Science“) sowie die beiden PISA-Studien („Programme for International Student Assessment“) von 2001 bzw. 2003 ausgelöst wurden, sowie die vom Rat für kulturelle Zusammenarbeit innerhalb des Europarats herausgegebene Publikation
- Europarat: Gemeinsamer europäischer Referenzrahmen für Sprachen: Lernen, lehren, beurteilen. Langenscheidt, Berlin 2001 (online unter: www.goethe.de)[10]

führten zu einer Reihe tiefgreifender Veränderungen in der Planung von schulischem Fremdsprachenunterricht. Sie werden seit der sog. „Klieme-Expertise“ vor allem an den Begriffen „Bildungsstandards“ und „Standardorientierung“ festgemacht.
Bildungsstandards als „Anforderungen an das Lehren und Lernen in der Schule“ und „Ziele für die pädagogische Arbeit“ werden dabei folgendermaßen definiert:
„Bildungsstandards, wie sie in dieser Expertise entworfen werden, greifen allgemeine Bildungsziele auf. Sie benennen die Kompetenzen, welche die Schule ihren Schülern vermitteln muss, damit bestimmte wesentliche Bildungsziele erreicht werden. Die Bildungsstandards legen fest, welche Kompetenzen die Kinder und Jugendlichen bis zu einer bestimmten Jahrgangsstufe erworben haben sollen. Die Kompetenzen werden so konkret beschrieben, dass sie in Aufgabenstellungen umgesetzt und grundsätzlich mit Hilfe von Testverfahren erfasst werden können. […] Bildungsziele stellen somit Erwartungen an die Entwicklung jeder einzelnen Schülerin und jedes Schülers, und zugleich verpflichten sie die Gesellschaft und ihre Bildungseinrichtungen, entsprechende Entwicklungsmöglichkeiten zu schaffen.“
In seinen Ausführungen zum oben genannten „Gemeinsamen europäischen Referenzrahmen für Sprachen“ bestimmt die „Klieme-Expertise“ diese Vorgaben näher in Bezug auf das Fremdsprachenlernen:
„Das Kompetenzmodell des Referenzrahmens wird als sprachliches Handlungsmodell definiert. Dieses Modell beschreibt, was es bedeutet eine (Fremd)Sprache zu können, was alles dazu gehört und wie der jeweilige Ausprägungsgrad von Sprachbeherrschung auf jeder Dimension, in jeder Teilkompetenz (verbal) am besten zu formulieren ist.“
Im Gefolge dieser Bemühungen wird die Fremdsprachenforschung derzeit vor allem geprägt durch die Identifizierung spezifischer Bildungsziele, die Entwicklung angemessener Kompetenzmodelle für das Fremdsprachenlernen und die Formulierung darauf bezogener Bildungsstandards. Maßgebend sind dabei zunächst die Veröffentlichungen der Kultusministerkonferenz zu den Bildungsstandards für die erste Fremdsprache (Englisch bzw. Französisch):
- KMK (= Sekretariat der Ständigen Konferenz der Kultusminister der Länder). (Hrsg.): Bildungsstandards für die erste Fremdsprache (Englisch/Französisch) für den Mittleren Schulabschluss. Kluwer, München 2004.
- KMK (Hrsg.): Bildungsstandards für die erste Fremdsprache (Englisch/Französisch) für den Hauptschulabschluss (Jahrgangsstufe 9). Kluwer, München 2005.

Fremdsprachendidaktik und Lehrpläne werden sich zunehmend auf diese Maßnahmen der Qualitätssicherung und des Qualitätsmanagements einstellen müssen. Dabei darf jedoch nicht vergessen werden, dass Fremdsprachenunterricht sich nicht auf die Vermittlung von Sprachkompetenzen beschränken darf, sondern auch die Bildungsbereiche einschließen muss, mit der schon die frühen Fremdsprachendidaktiker eine umfassende Persönlichkeitsbildung der Schüler anstrebten: Kenntnisse und Wertschätzung der fremden Sprache(n), Literatur(en) und Kultur(en) – ein Bemühen, das heute vielfach unter den Begriff „interkulturelle Bildungsstandards“ gefasst wird und z. B. von dem Graduiertenkolleg „Didaktik des Fremdverstehens“ der Universität Gießen untersucht und gefördert wird.

## Ergänzung des Fremdsprachenunterrichts: Bilingualer Sachfachunterricht
Beim bilingualen Sachfachunterricht (auf europäischer Ebene: Content and Language Integrated Learning = CLIL) handelt es sich nicht um eine Art von Fremdsprachenunterricht, sondern um fremdsprachlich geführten Unterricht in einem Sachfach wie Geschichte, Politik, Geografie, Biologie und Technik. Anders als im eigentlichen Fremdsprachenunterricht, wird dabei die Fremdsprache als „Arbeitssprache“ und damit ausschließlich inhalts- und mitteilungsbezogen gebraucht. Fremdsprachendidaktisch gesehen sind es diese fremdsprachlichen Aktivitäten in einem nicht fremdsprachendidaktisch geprägten Kontext, die entscheidend sind für die Förderung des Fremdsprachenlernens.
Natürlich darf der bilinguale Sachfachunterricht nicht nur von seinen Entwicklungsmöglichkeiten für das Fremdsprachenlernen gesehen werden, auch wenn dieser Gesichtspunkt in der fremdsprachendidaktischen Diskussion immer noch vorherrscht. Für die curriculare Weiterentwicklung und Vertiefung dieser Unterrichtsform ist es deshalb zunächst einmal notwendig, in Zusammenarbeit von Sachfach- und Fremdsprachendidaktikern eine eigenständige Didaktik des bilingualen Sachfachunterrichts zu entwickeln, die über rein am Sachfach und rein am Fremdsprachenunterricht ausgerichtete Methodenkonzepte hinausgeht.
Für grundlegende Überlegungen zur Didaktik des bilingualen Sachfachunterrichts vgl. die Beiträge von Stephan Breidbach, Heike Rautenhaus, Eike Thürmann und Helmut J. Vollmer in:
- G. Bach, S. Niemeier (Hrsg.): Bilingualer Unterricht. Grundlagen, Methoden, Praxis, Perspektiven. 3. Auflage. Frankfurt am Main 2005.

Zur Methodik des bilingualen Sachfachunterrichts (grundsätzlich sowie sachfachspezifisch) vgl. auch
- C. Finkbeiner (Hrsg.): Bilingualer Unterricht. Lehren und Lernen in zwei Sprachen. Hannover 2002.

Für einen Überblick über die Entwicklung des bilingualen Sachfachunterrichts in Deutschland vgl.
- W. Zydatiß: Bilingualer Sachfachunterricht in Deutschland: eine Bilanz. In: Fremdsprachen Lehren und Lernen. Band 36, 2007, S. 8–25.

Über die Methodik des bilingualen Sachfachunterrichts hinaus ist es für die Verbesserung des Fremdsprachenlernens in diesem Zusammenhang jedoch notwendig, den bilingualen Sachfachunterricht und den eigentlichen Fremdsprachenunterricht organisatorisch und konzeptuell systematisch miteinander zu verknüpfen.

## Fremdsprachendidaktik und verwandte Disziplinen
Neben die Fremdsprachendidaktik tritt seit den 1970er-Jahren die Fremdsprachenlehr- und -lernforschung (oft nur „Sprachlehrforschung“), deren Forschungsgegenstand das Zusammenwirken konkreter Lehr- und Lernprozesse im komplexen Bedingungsgefüge des Fremdsprachenunterrichts (sog. „Faktorenkomplexion“ des Fremdsprachenunterrichts) ist; sie geht auf die Initiative eines Schwerpunktförderprogramms „Sprachlehrforschung“ durch die Deutsche Forschungsgemeinschaft im Jahr 1973 zurück.
Zur Fremdsprachenlehr- und -lernforschung bzw. „Sprachlehrforschung“ vgl.
- W. Edmondson, J. House: Einführung in die Sprachlehrforschung. 4., überarb. Auflage. Francke, Tübi ngen/Basel 2011.

Zur Abgrenzung von „Fremdsprachendidaktik“ und „Sprachlehrforschung“ vgl.
- K.-R. Bausch, H. Christ, H.-J. Krumm: Das Lehren und Lernen fremder Sprachen als Gegenstand von Wissenschaften. In: K.-R. Bausch u. a. (Hrsg.): Handbuch Fremdsprachenunterricht. 5. Auflage. Francke, Tübi ngen/Basel 2007, S. 1–9.

Wolfgang Butzkamm versuchte in seinem Buch „Psycholinguistik des Fremdsprachenunterrichts“ (1989), die Verbindung zur Spracherwerbsforschung (natürlicher Erst- und Zweitspracherwerb) herzustellen.
Neben den anerkannten Wissenschaftsbereichen der Fremdsprachendidaktik und der Fremdsprachenlehr- und -lernforschung/Sprachlehrforschung wurde ab Ende der 1980er Jahre im Zuge der Gründung der Deutschen Gesellschaft für Fremdsprachenforschung der Begriff „Fremdsprachenforschung“ eingeführt, „und zwar in der Absicht, einen Forschungsbereich zu benennen, der nicht mit einer bestimmten institutionalisierten Fachrichtung verbunden ist. Sowohl Sprachlehrforscher, Zweitsprachenerwerbsforscher als auch Fremdsprachendidaktiker können also unter dem 'organisatorischen Dach' der Fremdsprachenforschung zusammenarbeiten (Timm und Vollmer 1993).“ (W. Edmondson, J. House: Einführung in die Sprachlehrforschung. 4., überarb. Auflage. Francke, Tübi ngen/Basel 2011, S. 15).
Zur Fremdsprachenforschung vgl.
- J.-P. Timm, H. J. Vollmer: Fremdsprachenforschung: Zu Konzeption und Perspektiven eines Wissenschaftsbereichs. In: Zeitschrift für Fremdsprachenforschung. Band 4, H. 1, 1993, S. 1–47.

Insoweit Fragen des Fremdsprachenunterrichts, insbesondere in Bezug auf die Vermittlung von kommunikativer Kompetenz, Wortschatz und Grammatik, durch Rückgriff auf entsprechende Befunde der Sprachwissenschaft geklärt werden können, spielt auch die Angewandte Linguistik in diesem Zusammenhang eine Rolle.
Zur „Angewandten Linguistik“ in Bezug auf den Fremdsprachenunterricht vgl. z. B.
- J. Allen u. a. (Hrsg.): The Edinburgh Course in Applied Linguistics. 4 Bände. London 1973–1977.
- T. van Els u. a.: Applied Linguistics and the Learning and Teaching of Foreign Languages. London 1984.
- K. Johnson, H. Johnson (Hrsg.): Encyclopedic Dictionary of Applied Linguistics. Oxford 1998.
- T. Harden: Angewandte Linguistik und Fremdsprachendidaktik. Narr, Francke, Attempto, Tübingen 2006.